# صوفیا اناوی
صوفیا اناوی (انگلیسی: Sofia Ennaoui؛ زادهٔ ۳۰ اوت ۱۹۹۵) ورزشکار دو و میدانی اهل لهستان است.
وی در مسابقات کشوری و بین‌المللی در مجموع برندهٔ ۱ مدال طلا و ۲ مدال نقره شده‌است.